# André Brillouet
Pour les articles homonymes, voir Brillouet.
André Brillouet, né le 11 avril 1929 à Soulignonne (Charente-Inférieure) et mort le 7 mai 2016 à Saintes (Charente-Maritime), est un homme politique français.

## Détail des fonctions et des mandats
Mandat parlementaire
- 13 mai 1973 - 2 avril 1978 : Député de la 5e circonscription de la Charente-Maritime